# 통역장교
통역장교(通譯將校, 영어: interpretation officer)는 국군내에서 통역 및 번역의 일을 하는 위관급 이상의 장교를 말한다. 외국군과 의사소통, 정보교류 및 협조에 기여한다. 한국의 경우 미군과 작전통제권 이양, 한미연합군사훈련, 기지 이전협상 등의 분야에서 통역장교가 활동하고 있다. 대표적인 예로 RSOI나 을지 프리덤 가디언연습 등 합동 군사훈련 시 통역을 지원한다. 이라크 파병군에도 통역장교가 파견되어 외국군과 의사소통, 대민지원, 문화교류등의 업무를 지원하고 있다. 주로 영어 통역장교가 가장 많으나 일본어, 중국어, 스페인어, 프랑스어, 독일어 통역장교도 존재한다.
소위로 임관하여 중위로 전역하며, 연장을 신청하여 대위로 진급한 뒤 통역장교 직무를 이어나가는 경우도 있다.

## 역사
한국군 특성상 외국과 싸우는 임무를 가지고 있어 외국군과 교섭, 협상시 통역을 하는 사람은 오래전부터 있어왔다. 19세기 러시아 제국이 조선인을 통역장교로 고용하기도 하였다. 해방후 미군정은 군사영어학교를 통해 영어 통역이 가능한 통역장교를 육성했다. 현대적 의미의 통역장교는 6.25때 미군이 들어오면서 영어 통역의 수요가 급격히 늘어나면서 생겼다. 6.25 전쟁 당시 통역장교는 '유엔군 연락장교(단)으로 불렸으며 유엔군 이나 주한 미군에 소속되지 않고 한국군 인사권 아래 있었으며 국군에 배치된 '미국군사고문관(단)'과 국군부대(지휘관) 사이의 통역 임무를 주로 담당하였다. 휴전협상때 중국, 북한 한국군간 협상때 통역장교가 활약하였다. 1970년대 베트남 파병때에는 통역장교단을 별도로 양성하기도 하였다. 현재까지 오랫동안 한미관계에 큰 영향을 미쳐왔다.

## 군별 선발과정
통역장교 선발시험은 육군은 5월과 11월, 해군은 5월과 10월, 공군은 5월과 10월에 있다.

### 육군
대한민국 육군에선 2002년부터 1년에 한 차수의 통역사관을 사관후보생 전문사관(특수사관에서 명칭이 변경됨)의 하나로 선발해 왔으며 선발인원은 20명 안팎이었다. 2012년부터는 1년에 2개 기수(기수 별 15명 안팎)를 선발하며, 모집 시기는 각각 4월경 및 10월경으로 변경되었으며 선발 인원도 1년 2기수로 변경되면서 확대되었다. 지원자격은 학사학위 이상자로 TOEIC 950점 (TEPS 903점) 이상이 필요하나 실제 실력은 그 이상이다. TOEFL 이나 미국수능인 SAT 만점, 고득점자도 만연하다. 2013년도 후반기 선발시험 까지는 국방어학원에서 1차 시험이 진행되었으나 2014년도 전반기부터는 서울시 노원구에 위치한 육군사관학교에서 시험이 실시된다. 1차 시험 합격자 발표까지는 보통 1주일 정도 걸리며, 합격자들은 신체검사, 인성검사 그리고 충남 계룡시에 위치한 건양대 평생 학습관에서 2차 면접을 치르게 된다. 통역장교로서 원만한 임무수행을 위해서는 원어민에 가까운 영어실력 뿐만이 아니라 유창한 한국어 구사능력 역시 뒷받침 되어야 한다. 보통 영어권 국가에서의 경험이 있는 인원들이 주를 이루나 소수지만 우수한 국내파, 외무고시, CPA, 로스쿨 합격자들도 있다. 육군 통역장교가 되는 자원들은 장차관, 대사관, 영사관 자녀나 재벌2세 등 엘리트들도 많다. 주로 미국, 영국, 호주, 캐나다의 해외대학 출신들이 주를 이룬다. 외국대학으로 예일대, 케임브리지대, 옥스퍼드대, 브라운대, 맥길대학교, 토론토대, 코넬대, 호주국립대, 뉴욕대, UCLA, UC버클리 등 해외 명문대 출신이나, 국내대학으로 서울대학교와 연세대학교, 고려대학교 등 다양하다. 2011년까지는 선발이 되면 육군3사관학교에서 8주간 군사훈련을 받고 임관하였고, 2012년부터는 육군학생군사학교에서 7주간 훈련 후 임관한다. 임관 후에는 경기도 이천시에 위치한 국방어학원에서 통/번역 교육을 받게 되며, 교육 성적에 따라서 보직 분류를 받아 전원 전문통역장교로 근무한다.

### 해군
해군통역장교 시험전형은 필기(영한번역 및 영역)와 실기(인터뷰 및 영한, 한영 순차통역) 로 구분되고 그 외에 인적성검사 및 신체검사까지 포함한다. 매년 선발인원은 15명 안팎이며, 매년 증가하는 추세이다. 통역장교 시험은 서울 대방동에 위치한 해군재경근무지원단에서 실시되며, 매년 10:1 가량의 경쟁률을 유지한다. 시험은 해당 응시자의 군사지식보다는 통역 및 번역 능력의 평가에 중점이 있으며, 3군 시험 중 가장 균형잡힌 편이라고 평가 받는다. 해군통역장교 합격자의 출신대학은 매우 다양하게 나뉘는데 주로 미국의 콜롬비아대, 코넬대, 존스홉킨스대, 다트머스대나 UC버클리, 워싱턴대, 뉴욕대와 같이 세계 최고 명문대 졸업자들을 포함한 외국 우수대학 출신들이 주를 이루며, 서울대, 고려대, 연세대, KAIST 출신 등 국내 우수대학출신들도 매년 합격하고 있다. 해군통역장교 선발기준은 단지 외국어 능력만을 평가하는 것이 아니라 해군통역장교로서의 용모와 논리력, 사고력, 태도 등 심층적인 분석을 바탕으로 진행되기 때문에 사전에 많은 준비가 필요하다.

### 해병대
전문통역장교 과정을 이수하는 전문통역장교와 해병대통역장병 교육과정을 통해 배출되는 통역장교 및 통역병으로 구분된다.
전문통역장교는 연 2명 정도를 사관후보생 선발 과정에서 별도의 추가시험(실기 및 필기)을 거쳐 선발한다. 필기는 통상적인 군사영어로 된 문서 작성이 주를 이루며, 실기는 통역 테스트를 통해 현재 능력 및 잠재력을 평가하게 된다. 출신학교는 해외대학 출신이 가장 많으며 국내 대학은 경희대가 다수를 차지한다. 경쟁률은 기수 별로 3:1~5:1 정도이다.
통역장교 및 통역병은 현역 해병대 장병 중 해외유경험자를 지휘관 추천을 거쳐 선발하여 해병대통역장병 교육과정을 거쳐 탄생하게 된다. 연 3~4회 선발 및 교육을 실시하며, 기수 별로 인원은 약 15~20명 정도이다.

### 공군
공군통역장교는 공군 학사사관 중 어학장교 특별전형 (특별전형 I)로 선발되어 국방어학원, 공군작전사령부 어학장교 교육을 수료한 인원을 일컫는다. 따라서 모집은 대한민국 공군 학사사관후보생 모집 절차를 통해서 진행하면 된다. 해당 지원절차 중 특별전형 I, 어학우수자로 분류되며, 이에 해당하는 아포스티유 서류, 해외대학 졸업자라면 성적표 및 졸업장에 대한 번역 및 공증 등을 추가적으로 제출해야 한다.
2002년 전까지는 매 기수 5-7명으로 소수를 선발하였으나, 이후에는 20명 안팎의 인원을 선발하고 있다. 선발 시험은 5월과 11월 진행되며 공군작전사령부 연합작전협조실(구 기획조정실)이 주관한다. 시험 장소는 그간 공군사관학교에서 진행했으나 2014년 하반기부터는 교통이 편리한 수원 공군기지에서 진행되었다. 전 군 통역장교 중 가장 오랜 전통을 자랑한다. 타군이 통역장교를 운용하지 않던 시절부터 활동한 덕에 공군 이외에도 수많은 국방부, 합동참모본부, 한미연합군사령부와 각종 국방부 직속부대에서 통역 보직을 차지하고 있다. 영미권에서 최소 4년 이상을 거주한 대학 졸업자가 합격자의 주를 이루나 소수지만 우수한 국내파, 외무고시, CPA, 로스쿨 합격자들도 있다. 공군 통역장교가 되는 자원들은 장차관, 대사관, 영사관 자녀나 재벌2세 등 엘리트들도 많다. 주로 미국, 영국, 호주, 캐나다의 해외대학 출신들이 주를 이룬다. 외국대학으로 하버드대, 예일대, 케임브리지대, 옥스퍼드대, 브라운대, 맥길대학교,  토론토대, 코넬대, 호주국립대, 뉴욕대, UCLA, UC버클리, 존스홉킨스대 등 해외 명문대 출신이나, 국내대학으로 서울대학교와 연세대학교, 고려대학교, 카이스트, 포항공대, 등 다양하다. 군사외교 하면 연상되기 쉬운 학과 출신의 합격자들이 많을 것이라고 생각하기 쉬우나 대부분의 지원자 및 합격자들은 연관성 없는 학과 출신인 경우가 많으며, 이와 관련없이 국방어학원과 공군작전사령부에서 충실한 교육을 통해 통역자원으로의 양성과정을 거치고 자대에 배치받게 된다.
선발시험은 한영, 영한 통/번역과 한국어, 영어 면접으로 이루어진다. (제2외국어의 경우 통번역 및 면접으로 동일한 형식으로 이루어진다) 통번역 평가의 경우, 신임 통역장교 교육을 담당하는 연합작전협조실 현역 통역장교들이 직접 출제, 진행 및 평가를 맡아 진행하며, 객관성을 위해 시험 당일 현장에서 응시생들이 통역하는 모습을 녹화하고, 녹화된 자료를 토대로 여러 평가관들이 응시생 개개인에 대한 평가와 분석을 진행하는 것으로 알려져 있다. 면접의 경우 실제 한미연합업무를 담당하는 현역 미군 장교가 영어 면접을 진행한다. 전반적인 평가의 핵심은 연합작전협조실 어학장교 직무교육 시스템 안에서 성장 가능성이 높은 자원을 선발하는데 있다.

## 통역교육

### 육군
2011년까지는 기초군사훈련후 경기도 성남시 육군 종합행정학교 내에 위치한 육군정보학교 어학처에서 4주간의 통역교육을 받았다. 2012년부터는 육군정보학교 어학처가 이천으로 이전하여, 그곳에서 10주간의 교육 이후, 을지프리덤가디언 및 키 리졸브 연합연습에 OJT의 일환으로 참가하게 된다. 2016년 현재 육군통역장교 교육생들은 장호원에 위치한 국방어학원에서 10주 간 교육을 받게되며, 1주차에는 합동대에서 육해공 합동작전에 대한 기본 교육을 이수한다. 이후 사령부 급 이상 제대에서 3주간 OJT를 받고 부대에 배치된다.

### 해군
해군통역장교로 임관 후 장호원에 위치한 국방어학원에서 약 10주간 통역교육을 이수한다. 통역장교를 양성하는 전문교관(국방어학원 소속)은 작전 및 의전통역 경험이 풍부한 현역 통역장교 선배들이고, 자체 교육과정과 교재를 이용한다. 교육은 주로 국방어학원에서 이루어지나, 1주차에는 합동대에서 육해공 합동작전에 대한 기본 교육을 이수하며, 이후 본격적으로 장호원에서 해군 통역장교로서 요구되는 군사지식과 통번역 기술에 대한 심화 과정을 이수하게 된다. 교육 과정 중에는 한미연합사령부 및 주한미해군사령부 현장학습이 포함되어 있는 등 실질적인 교육을 통해 초임 통역장교가 교육 수료 후 바로 현장 업무에 투입될 수 있도록 구성되어 있다. 또한, 교육 후반기 3~4주는 시기에 따라 KR 또는 UFG 연습에 학생장교 신분으로 투입되어 현장학습을 실시하며, 이 때 대부분의 통역장교는 실무에 배치받기 전 실제적인 통번역 업무를 미리 경험하게 된다. 연습의 종료와 함께 장호원으로 복귀하여 수료함으로써 교육을 마치게 된다.

### 해병대
통역교육은 전문통역장교와 해병대통역장병 교육과정으로 구분된다.
전문통역장교 과정은 육군정보학교 통역사관반 6주를 수료하고 해병대사령부에서 을지훈련에 투입된 후, 서울시 용산구 한미연합사령부에 3개월간 파견교육을 실시한다. 이후 해병대사령부에서 소정의 기간 동안 선배 통역장교의 지도를 받는 수습기간을 거친 후 정식으로 전문통역장교 보직을 부여받게 된다.
해병대통역장병 과정은 경험이 풍부한 전문통역장교를 교관으로 선발하여 실무 위주의 교육과정을 보유하고 있으며, 대한민국 해병대 교육단에서 4주간 실시한다. 이수자는 각종 연합 연습 및 훈련에 투입된다.
해병대는 연합-합동 작전수행능력 향상에 있어 통역의 역할에 대한 해병대사령관의 관심이 증대함에 따라 교육을 지속적으로 강화하는 추세이다.

### 공군
공군은 임관 직후 경기도 타 통역장교들과 마찬가지로 경기도 이천에 위치한 국방어학원에 배치되어 4~6주간의 어학교육을 거치게 된다. 해당 과정에서는 군 용어 및 개념과 통/번역 연습을 병행하게 된다. 하지만 이후 타군과 달리 오산 작전사령부 연합작전협조실 (구 기획조정실)로 배속되어 어학장교 직무교육을 별도로 받게 된다. 현재까지 수백 명의 통역장교를 배출한 연합작전협조실 어학장교 직무교육 프로그램은 그 체계성을 인정받고 있다.
통역장교 교육생들은 오산에서 교육을 이어가며 특히 오산 작전사령부와 미 7공군 간 생기는 실무 협의 등에 점진적으로 투입되어 실전적인 경험을 쌓는다. 특히 매 기수 마다 1~2개월 간의 교육을 진행하고 나면 예전 키리졸브 및 UFG, 동맹연습과 같은 한미 연합 지휘소연습이 진행되기 때문에 이를 기회삼아 1~3주간 실전투입을 거친다. 이후 수료 시점이 도래하면 당시까지 진행한 평가 점수를 취합하여 순위가 매겨지며, 이 순위와 개인 선호도에 따라 자대를 결정짓게 된다.
주한미군과 교류가 특히 높은 공군의 통역장교이다 보니 자연스레 교육과정과 성과에 대한 관심도 높은 편이다. 특히 최우수 교육생은 공군 작전사령관 표창장이 수여되며, 최근 미 7공군 측에서도 교육생 전원을 초청해 VIP급 기지 견학과 사령관, 주임원사와의 대화 시간까지 마련하는 등 많은 지원과 관심을 아끼지 않고 있다.
또한 깊은 공군통역장교의 역사 덕분에 교육생 실무교육 도중 전군의 주요 보직에서 근무중인 기성 통역장교들이 방문하여 교육에 참여하고 있다.

## 보직과 병과
육군통역장교는 정보병과로 구분되나, 통번역 업무만을 집중적으로 수행한다. 이 때문에 통번역 소요가 있는 사령부급 부대들에만 배치가 된다. 해군통역장교는 특수병과로 구분되지 않고, 항해병과로 구분되나 통번역 업무만 집중적으로 수행한다. 따라서, 통번역 업무를 수행할 수 있을만한 규모의 부대만 배치가 되며, 통번역 업무 외에 별도에 다른 특기를 부여받지 않는다. 다만, 해군 통역장교는 항해병과로서 전투병과 신분을 유지하기에 SSU 및 UDT 등 전투병과에 한해 지원이 가능한 교육에 지원자격이 있다. 공군통역장교는 통역을 위한 별도의 특기가 존재하지 않으며 통역장교 직무교육 수료 후 배치 받는 첫 자대에 따라 특기가 부여된다. 따라서 항공통제, 정보, 군수, 교육, 방공포병 등 다양한 특기가 부여되나, 통역장교의 특성상 어학업무가 아닌 지정된 특기의 고유 업무를 수행하는 경우는 극히 드물다.

### 육군
육군통역장교들에게는 기본적으로 정보병과가 부여된다. 청와대 국가안보실, 국방부, 방위사업청, 합동참모본부, 한미연합군사령부, 미8군 사령관 통역, 육군본부, 제 1야전군사령부, 제 2작전사령부, 제 3야전군 사령부, 육군항공작전사령부, 특수전사령부. 군수사령부, 교육사령부, 국군통신사령부, 국방대학교, 한미 연합사단, 국방어학원 등에 보직이 있다. JSA경비구역에도 1개의 보직이 있는 상태이다. 특히 최상위 제대인 합동참모본부나 한미연합군사령부에는 육군통역장교 인원이 타군통역장교의 그것보다 압도적으로 많고, 대부분 준장이상의 지휘관 통역장교로써 복무하게 된다. 주요 업무로는 각종 한미 군사 토의 및 회의의 통역, Key Resolve와 UFG 등의 한미 연합연습간의 통역 지원, 작전계획의 번역, 장성의전통역, 각종 공식서신의 번역 등이 있다. 원활한 임무 수행을 위해서는 풍부한 군사 지식 및 작전계획에 대한 숙지가 필수이며, 이는 주로 배속 뒤에 선임 통역장교들의 지도 하에 교육받게 된다. 또한 보직에 따라서는 정책 및 외교에 관한 지식이 필요한 경우도 있다. 현재 육군통역장교가 맡고있는 고고도 미사일 방어 체계, 즉 THAAD에 관한 한미 대화가 좋은 예이다. 한미연합군사령부나 육군본부에서는 미군과의 업무 뿐만이 아니라 유엔군사령부 회원국, 중립국 감독위원회, 각국 대사및 영사들에 대한 의전및 기타 국가와의 통역업무를 수행하게 되는 경우도 있다.

### 해군
해군통역장교의 주요 근무지는 한미연합사령부, 해군참모총장실, 방위사업청, 군사안보지원사령부, 해군작전사령부 등이 있고 작전, 의전, 군수, 정책, 획득 등의 분야에 관련된 통역을 주 임무로 한다. 해군 내 주요전단장(준장)을 제외하고 주로 소장 이상의 지휘관이 지휘하는 규모있는 상급부대에 배치되며 의전실 또는 작전계획과 등 부대별 핵심부서에 통역장교로 배치된다. 해군통역장교의 임무는 크게 3가지로 구분될 수 있다. 첫째, 소속부대 최고 지휘관 (또는 사령관)의 전담 통번역, 즉 각종 군사외교, 행사 및 연합회의 석상에서 통역임무를 수행하는 것이다. 둘째, 미군 또는 외국군과 연합훈련 시 모든 통/번역의 책임이 있다. 또한, KR/FE, UFG와 같이 국내에서 이루어지는 연합연습 및 훈련 외에도 해군작전의 특성 상 비교적 많은 국외 훈련과 파병에 통역관으로서 참여하여 해당 부대 전체의 '입'이 된다. 매년 전세계 10여개국 이상을 방문하는 사관생도 순항훈련, 연 3회 아덴만 지역으로 파병되는 청해 부대, 연 1~2회 UAE로 파병되는 아크부대의 통역관으로서 활약할 수 있는 기회가 있으며, 그 외에도 코브라골드훈련(태국), 림팩(하와이), 서태평양 기뢰대항전훈련 등 많은 국외훈련에 참여하고 있다. 셋째, 자신이 속해 있는 부대의 모든 대외협조 및 통번역관련 업무를 지원한다. 해군의 경우 미7함대와 주기적인 교류를 실시하고 있을 뿐 아니라, 세계 각국에서 방문하는 외국 함정 및 해군 대표단과 협조하는 업무의 비중이 높은 편이다. 행사계획을 위한 연락장교 임무부터, 상호간 주요 협조사항에 대한 합의각서 및 연합작전계획의 수립 등 광범위한 업무에 대한 지원을 실시하게 되며, 이를 통해 개개인의 업무능력에 많은 발전을 도모할 수 있는 여건을 제공한다고 알려져 있다.
추가적으로 2011년 '아덴만 여명작전'에서 삼호쥬얼리호 석해균 선장을 비롯한 우리 선원을 해적의 위협으로부터 구출한 해군 청해부대에도 통역장교를 매번 파병시마다 파견하여 부대내 통역을 담당하고, 연합해군사령부와 대해적작전 협조 및 협력, 미 5함대 소속 CTF-151 예하전력으로써 아덴만과 소말리아 해역의 평화유지에 기여하는데 큰 역할을 하고 있다. 청해부대 통역장교는 대해적작전뿐만이 아니라 각종 군사외교 활동시 부대장의 전담 통역을 담당한다. 또한, 최근에는 UAE에 파병된 아크부대에 해상작전대를 해군 UDT 요원으로 구성하여 17명을 추가 파병하였는데, 통역장교도 같이 파병되었다. 기본적인 업무는 국내 통역장교와 동일하지만 해외 파병부대 전체의 '입' 이 되는 만큼 그 책임과 부담도 막중하다.

### 해병대
전문통역장교의 경우 , 해병대사령관 통역장교로 복무하거나 연습, 군수, 교리 분야의 전문통역장교로 복무하게 된다. 근무지역은 대부분 경기 화성의 해병대사령부이며 연합사, 합참, 각군 본부 등 연합-합동 부대로의 출장이 잦다. 한-미 해병대 사단급 상륙훈련 등의 연합-합동 훈련이나, 각종 연합-합동 연습에도 통역을 총괄 책임지게 된다. 해외출장 지역은 주로 미 해병대 주요부대가 위치한 일본 요코스카, 오키나와, 괌 등지이다. 전문통역장교는 해병대통역장병교육의 교관으로서의 책임을 가지고 있다.

### 공군
첫 자대배치 후 1년, 그리고 1년 반 각 1회씩 최대 2회 보직 이동 기회를 부여받게 되며, 공군 내 자리로 이동하는 대내전속과 공군 밖에 있는 대외부서, 즉 국방부, 합참, 연합사 등의 부서로 이동하는 대외전속이 있다. 해당 과정 또한 작전사령부 연합작전협조실에서 주관하여 시험을 진행한다. 첫 자대배치 시 공군의 주요 부대에 배치되어 작전, 군수 업무를 수행했다면 전속을 통해 대부분 서울에 위치한 핵심 전략부서로 이동하여 상위본부의 통역을 맡게 된다. 또한 공군 통역장교 전용으로 지정된 편제 (보직)의 수가 많아 근무 1년 내지 1년 반 차의 기수는 80% (희망자 중 90% 이상)이 서울에서 근무하게 된다.
첫 자대배치 및 전속과정을 통해 인사명령이 난 통역장교들은 각각 청와대, 국방부, 합동참모본부, 한미연합사령부, 공군본부, 국방정보본부, 군사안보지원사령부, 777사령부, 정보사령부, 군수사령부, 방위사업청 및 주요 국직부대에서 통/변역 업무를 수행하며, 오산 공군작전사령부, 대구 군수사령부, 및 전국 각지의 핵심 전투비행단에 배치 받게 된다.
공군통역장교는 청와대 국가안보실장, 국방부장관, 국방부차관, 합참의장, 합참차장, 한미연합사 부사령관, 공군참모총장, 국방정보본부장, 합참전략기획본부장, 안보지원사령관, 777사령관, 정보사령관 등 국가안보에 핵심적인 수뇌부 통역을 지원하고 있으며, 특히 공군이 타군보다 해외무기체계 운용도 및 한미연합작전의 비중이 높은 만큼, 공군 작전사령관, 美7공군사령관(주한미군부사령관/SOFA합동위원장), 공군 군수사령관, 공군사관학교장 및 주요 전투비행단장의 전담 통역장교로 활약하며 한미연합작전 및 군사외교의 중추적인 역할을 담당하고 있다. 또한 대한민국 국회 국방위원회 소속 의원들의 해외파병기지 방문, 대사관 및 총영사관 등 재외공관과의 업무협조를 지원하며 국회의원 및 외교관과 교류하는 경우도 있다.
공군통역장교는 한미통합국방협의체(KIDD) 보관됨 2016-03-06 - 웨이백 머신, 한미안보협의회(SCM), 한미군사위원회회의(MCM), 아세안확대국방장관회의(ADMM-Plus), 아세안국방고위관리회의(ADSOM-Plus), 아시아안보회의(샹그릴라 대화), 서울안보대화(SDD), 서울국제항공우주및방위산업전시회(ADEX) 보관됨 2014-12-08 - 웨이백 머신, 영국 와딩턴 에어쇼 , 싱가포르에어쇼  보관됨 2016-03-05 - 웨이백 머신, 공군대공군회의  등 각종 양자 및 다자협의체, 국제회의, 국제 방산전시회 등에서도 활약하고 있다.
뿐만 아니라 방위사업청, 국방부, 군수사령부 소속 통역장교는 록히드마틴, 보잉, 레이시온, 노스롭 등 해외 방산업체를 대상으로 항공기와 유도무기 기술 및 계약관련 통/번역 업무를 수행하고 있으며, 공군사관학교와 국방어학원 소속 통역장교는 교관자격을 부여 받아 사관생도, 조종사, 관제사 등 대한민국 공군의 주요 인적자원을 대상으로 영어교육 및 통역장교 직무교육을 담당하고 있다.

## 전역후 진로
대부분이 3년의 의무복무기간만을 채우고 전역하며 취직을 하거나 유학을 가는 것이 일반적이다. 외국계 투자은행, 사모펀드나 국내 금융기관에 취직하는 경우가 많으며 전문 통역사로 활동하기도 한다. 유학은 미국에서 MBA
나 로스쿨 혹은 전문 석박사 과정을 밟는다. 최근들어 국내 법학전문대학원에 진학하거나 외국에 취업하는 경우도 흔하다. 외무고시에 합격하거나 사법시험에 합격하여 변호사로 활동하는 경우도 있다. 군 경험을 살려 하버드, 스탠포드, 예일, 컬럼비아 등 해외 명문 대학원으로 입학하는 경우도 있다.

## 통역장교 출신인사
| - 김운용 IOC 위원 - 김홍기 - 문국현 - 박준기 | - 박진 - 윤석오 - 윤세영 SBS 전 회장 - 이휘소 | - 조순 - 조중건 - 최영희 - 최인훈 | - 최재형 - 김동관 - 김주환 - 이미도 |

## 같이 보기
- 육군 학사사관
- 공군사관후보생
- 학군사관
- 통역병
- 카투사

## 관련 문헌
- 朴日泳, 通譯將校, 新東亞(박일영, 통역장교, 신동아) 28 (1966.12).
- 이준성, 통역장교입문, 책마루, 2011. ISBN 9788996321972